# Hallelujah Junction
Hallelujah Junction est une composition musicale pour deux pianos écrite en 1996 par le compositeur américain John Adams.
Adams intitule son autobiographie du même nom que la composition.
Un album rétrospectif de deux CD d'œuvres d'Adams sur le label Nonesuch est également intitulé Hallelujah Junction, mais n'inclut pas la composition.

## Composition
Le titre provient d'un petit relais routier sur l'US 395 qui rejoint l'Alternate US 40, (maintenant State Route 70) près de la frontière Californie-Nevada. Adams a déclaré à propos de la pièce : « Nous avons ici un cas d'un grand titre à la recherche d'une pièce. Alors maintenant, la pièce existe enfin : la «jonction» étant le style imbriqué de l'écriture à deux pianos qui présente des motifs courts et hautement rythmés rebondissant entre les deux pianos dans des séquences étroitement phasées ».
L'œuvre s'articule autour d'une répétition retardée entre les deux pianos, créant un effet d'écho de sonorités. Il y a un changement constant de pouls et de pulsation, mais les rythmes principaux sont basés sur les rythmes du mot "Hal-le- LU -jah".
L'œuvre est en trois mouvements non nommés et dure généralement environ seize minutes. Il a été interprété pour la première fois par Grant Gershon et Gloria Cheng au Getty Center de Brentwood, en Californie, en 1998. Il est dédié à Ernest Fleischmann (en), directeur général de longue date de l'Orchestre philharmonique de Los Angeles.
En 2002, la composition a été utilisée pour un ballet avec une chorégraphie de Peter Martins.

## Enregistrements
- 2003 : Stravinsky: Concerto for 2 pianos; Adams: Hallelujah Junction; Boulez: Structures, Book 2 avec Gerard Bouwhuis (en) et Cees van Zeeland, Turtle Records[5]
- 2005 : John Adams: Road Movies avec Nicolas Hodges et Rolf Hind, Nonesuch Records[6]
- 2005 : John Adams: Road Movies; Hallelujah Junction; Phrygian Gates; China Gates avec Andrew Russo et James Ehnes, Black Box Classics[7]
- 2007 : John Adams: Complete Piano Music avec Ralph van Raat et Maarten van Veen, Naxos Records[8]
- 2007 : Junctions avec Roberto Hidalgo et Marc Peloquin, Urtext Records (Mexico)[9]
- 2016 : Visions avec Christina Naughton et Michelle Naughton, Warner Classics 2564601136[10]
- 2017 : Adams: Piano Music avec Jeroen van Veen et Sandra van Veen, Brilliant Classics 95388[11]

## Dans la culture populaire
- Le film Call Me by Your Name (2017) s'ouvre sur un extrait du premier mouvement.
- Un extrait du premier mouvement est utilisé dans l'épisode pilote de la série dramatique Pose de FX.